# Universíada de Verão de 2019
A XXX Universíada de Verão se realizou na Região Italiana da Campânia e envolveu as cinco províncias que compõem a região: Avelino, Benevento, Caserta, Salerno, além da capital da região, a província de Nápoles. As datas escolhidas foram de 3 a 14 de julho de 2019. Esta foi a quinta vez na história que uma edição da Universíada de Verão será realizou no país. A cidade de Turim, sediou a edição inaugural em 1959 e a sexta edição em 1970, a capital Roma, sediou o evento em 1975, enquanto que a última vez que o evento foi realizado no país foi na ilha da Sicília, que sediou a edição de 1997. Somando com as cinco edições, a Itália também sediou seis edições da Universíada de Inverno. Devido a uma decisão tomada pela própria FISU, em 2016, está foi a primeira edição da Universíada de Verão, em que o novo limite de idade será vigente (houve a redução da idade máxima dos atletas de 27 para 25 anos).

## Processo de candidatura

### Primeiro processo de candidatura
Durante o primeiro processo de candidatura, apenas 3 Federações Desportivas Universitárias Nacionais, enviaram as suas propostas para Federação Internacional do Esporte Universitário (FISU) suas cartas de intenção. As candidatas para esta edição foram Baku no Azerbaijão, Budapeste, na Hungria e novamente Brasília, no Brasil que fora candidata para os edição de 2017 e eventualmente perdeu para Taipé.
Em 31 de outubro de 2013, faltando duas semanas para o anúncio da sede da Universíada, Baku renunciou oficialmente a candidatura ao evento alegando que, no período de 2015 a 2017, a cidade sediou em curto prazo três eventos de grande porte. Em 2015, a cidade sediará a primeira edição dos Jogos Europeus, no ano seguinte sediou a Olimpíada de Xadrez e, ainda em 2017, os Jogos da Solidariedade Islâmica. Alegando a implementação de um novo plano diretor em que a  Universidade Estatal do Azerbaijão seria deslocada para um novo local que a época seria desconhecido. Esta mudança teria um impacto tremendo no masterplan da candidatura. Deixando apenas Brasília e Budapeste como candidatas.
Em 8 de outubro de 2013, na véspera do anúncio da sede da Universíada, Budapeste também renunciou oficialmente a candidatura ao evento alegando o fato de que não poderia custear os Jogos, mas que espera tentar novamente a edição de 2023. A decisão de Budapeste, que sediou a Universíada de Verão de 1965, foi feita após negociações com a FISU, depois de rumores de que a cidade iria desistir ao longo daquela semana. A última candidata restante, Brasília, foi aclamada no dia seguinte como a sede desta edição.

### Processo de preparação
Em 26 de fevereiro de 2013, a primeira reunião relacionada a organização dos Jogos foi realizada na sede da CBDU, em Brasília. Nela foi discutida a composição do Comitê Organizador (CO) da Universíada de 2019, tal como analisados a constituição da Autoridade Pública Olímpica — responsável pelos Jogos Olímpicos de Verão de 2016, que foram realizados no Rio de Janeiro — além de elaborar o primeiro esboço do projeto da matriz de responsabilidades, que seria feita em conjunto como o Governo do Distrito Federal e o Governo Federal.

### Brasília desiste
Em 23 de dezembro de 2014, o então futuro secretário da Casa Civil, Hélio Doyle, anunciou que devido a difícil situação financeira que o governo local enfrentava à época,as autoridades locais estariam estudando a possibilidade de renunciar ao evento.O que foi posteriormente confirmado pelo então próximo governador,Rodrigo Rollemberg.Também foi divulgado que as autoridades locais que assumiriam o governo local na semana seguinte, "optaram pelo não pagamento da caução de 23 milhões de euros (mais de R$ 80 milhões a época) a FISU,motivadas pela já difícil manutenção financeira de compromissos previamente acordados".
Em 9 de janeiro de 2015,as autoridades da FISU se manifestaram sobre a renúncia da cidade,enquanto ao mesmo tempo que autoridades brasileiras estavam se lamentando publicamente.Ao mesmo tempo,se iniciaram negociações entre as partes interessadas (CBDU,Ministério do Esporte e FISU) para a manutenção do evento no país,mas sendo transferido para outra cidade.

### Segundo processo de candidatura
Em 5 de março de 2016, a FISU anunciou que após diversas rodadas de negociações com potenciais Federações Nacionais do Desporto Universitário interessadas,a proposta feita pela Itália era a única a preencher todos os requisitos necessários para a realização da Universíada. Alguns dias mais tarde,se anunciou que o evento estava sendo transferido de forma oficial para Napóles.Assim, contrato entre as duas partes foi assinado e a cidade foi confirmada como sede do evento.

## Modalidades

### Obrigatórias
As modalidades obrigatórias (quinze esportes) são determinadas pela FISU e, salvo alteração feita na Assembleia Geral da FISU, valem para todas as Universíadas de Verão.
| - Atletismo (50) - Basquetebol (2) - Esgrima (12) - Futebol (2) - Ginástica artística (14) | - Ginástica rítmica (8) - Judô (14) - Natação (42) - Polo aquático (2) - Saltos ornamentais (15) | - Taekwondo (18) - Tênis (7) - Tênis de mesa (7) - Tiro com arco (10) - Voleibol (2) |

### Opcionais
As modalidades opcionais são determinadas pela Federação Nacional de Esportes Universitários (National University Sports Federation - NUSF) do país organizador e devem ser de, no mínimo, três esportes. Essas são as modalidades opcionais definidas:
| - Rugby (2) | - Tiro (15) | - Vela (1) |

## Calendário
As caixas em azul representam uma competição ou um evento qualificatório de determinada data. As caixas em amarelo representam um dia de competição valendo medalha. O número dentro das caixas representa as disputas de medalhas de ouro.
| CA | Cerimônia de abertura |  | Competições | 1 | Finais de competições | CE | Cerimônia de encerramento |

| Programa            | Julho | Julho | Julho | Julho | Julho | Julho | Julho | Julho | Julho | Julho | Julho | Julho | Julho | T   |
| Programa            | 02    | 03    | 04    | 05    | 06    | 07    | 08    | 09    | 10    | 11    | 12    | 13    | 14    | T   |
| ------------------- | ----- | ----- | ----- | ----- | ----- | ----- | ----- | ----- | ----- | ----- | ----- | ----- | ----- | --- |
| Cerimônias          |       | CA    |       |       |       |       |       |       |       |       |       |       | CE    |     |
| Atletismo           |       |       |       |       |       |       | 2     | 6     | 10    | 5     | 11    | 13    |       | 50  |
| Basquetebol         |       |       |       |       |       |       |       |       |       | 1     | 1     |       |       | 2   |
| Esgrima             |       |       | 2     | 2     | 2     | 2     | 2     | 2     |       |       |       |       |       | 12  |
| Futebol             |       |       |       |       |       |       |       |       |       |       | 1     | 1     |       | 2   |
| Ginástica artística |       |       | 1     | 1     | 2     | 10    |       |       |       |       |       |       |       | 14  |
| Ginástica rítmica   |       |       |       |       |       |       |       |       |       |       | 2     | 6     |       | 8   |
| Judô                |       |       | 4     | 4     | 4     | 4     | 2     |       |       |       |       |       |       | 18  |
| Vela                |       |       |       |       |       |       |       |       |       |       | 1     |       |       | 1   |
| Natação             |       |       | 4     | 5     | 5     | 7     | 4     | 7     | 8     |       |       |       |       | 40  |
| Polo aquático       |       |       |       |       |       |       |       |       |       |       |       | 1     | 1     | 2   |
| Rugby               |       |       |       |       |       | 2     |       |       |       |       |       |       |       | 2   |
| Saltos ornamentais  |       |       | 4     | 2     | 3     | 2     | 2     |       |       |       |       |       |       | 13  |
| Taekwondo           |       |       |       |       |       | 2     | 3     | 3     | 3     | 3     | 3     | 2     |       | 22  |
| Tênis               |       |       |       |       |       |       |       |       |       |       | 2     | 5     |       | 7   |
| Tênis de mesa       |       |       |       |       |       |       |       |       | 2     | 1     | 2     | 2     |       | 7   |
| Tiro                |       |       | 1     | 3     | 2     | 1     | 3     | 5     |       |       |       |       |       | 11  |
| Tiro com arco       |       |       |       |       |       | 5     | 5     |       |       |       |       |       |       | 10  |
| Voleibol            |       |       |       |       |       |       |       |       |       |       | 1     | 1     |       | 2   |
| Finais              | —     | —     | 0     | 16    | 17    | 18    | 32    | 16    | 24    | 23    | 29    | 29    | 1     | 222 |
| Programa            | 02    | 03    | 04    | 05    | 06    | 07    | 08    | 09    | 10    | 11    | 12    | 13    | 14    |     |
| Programa            | Julho |       |       |       |       |       |       |       |       |       |       |       |       |     |

## Medalhas
O Quadro de medalhas é uma lista que classifica as Federações Nacionais de Esportes Universitários (NUSF) de acordo com o número de medalhas conquistadas. Foram disputadas 222 finais em 18 modalidades olímpicas. O país em destaque é o anfitrião.
| Ordem | País               | Medalha de ouro | Medalha de prata | Medalha de bronze |    |  |
| ----- | ------------------ | --------------- | ---------------- | ----------------- | -- |  |
| 1     | JPN Japão          | 33              | 21               | 28                | 82 |  |
| 2     | RUS Rússia         | 22              | 24               | 36                | 82 |  |
| 3     | CHN China          | 22              | 13               | 8                 | 43 |  |
| 4     | USA Estados Unidos | 21              | 17               | 15                | 53 |  |
| 5     | KOR Coreia do Sul  | 17              | 17               | 16                | 50 |  |
| 6     | ITA Itália         | 15              | 13               | 16                | 44 |  |
| 7     | TPE Taipé Chinês   | 9               | 13               | 10                | 32 |  |
| 8     | MEX México         | 8               | 7                | 6                 | 21 |  |
| 9     | IRI Irã            | 7               | 3                | 7                 | 23 |  |
| 10    | RSA África do Sul  | 6               | 8                | 4                 | 18 |  |
|       |                    |                 |                  |                   |    |  |
| 13    | BRA Brasil         | 5               | 3                | 9                 | 17 |  |
|       |                    |                 |                  |                   |    |  |
| 44    | POR Portugal       |                 | 2                | 2                 | 4  |  |

     País sede destacado.